# Hokkaido Consadole Sapporo
Hokkaido Consadole Sapporo (北海道コンサドーレ札幌 Hokkaidō Konsadōre Sapporo) là một câu lạc bộ bóng đá chuyên nghiệp Nhật Bản đang thi đấu tại J. League 1. Đội đóng ở Sapporo thuộc Hokkaido.

## Đội hình hiện tại
Tính đến 4 tháng 2 năm 2022
Ghi chú: Quốc kỳ chỉ đội tuyển quốc gia được xác định rõ trong điều lệ tư cách FIFA. Các cầu thủ có thể giữ hơn một quốc tịch ngoài FIFA.
| Số | VT | Quốc gia | Cầu thủ                                     |
| -- | -- | -------- | ------------------------------------------- |
| 1  | TM | Nhật Bản | Takanori Sugeno                             |
| 2  | HV | Nhật Bản | Shunta Tanaka                               |
| 3  | HV | Nhật Bản | Takahiro Yanagi                             |
| 4  | TĐ | Nhật Bản | Daiki Suga                                  |
| 5  | HV | Nhật Bản | Akito Fukumori (Đội trưởng (bóng đá) thứ 3) |
| 6  | TV | Nhật Bản | Tomoki Takamine                             |
| 7  | TĐ | Brasil   | Lucas Fernandes                             |
| 8  | TV | Nhật Bản | Kazuki Fukai                                |
| 9  | TV | Nhật Bản | Takuro Kaneko                               |
| 10 | TV | Nhật Bản | Hiroki Miyazawa (Đội trưởng)                |
| 11 | TV | Nhật Bản | Ryota Aoki                                  |
| 14 | TV | Nhật Bản | Yoshiaki Komai                              |
| 16 | TĐ | Nhật Bản | Ren Fujimura                                |
| 17 | TV | Nhật Bản | Riku Danzaki                                |
| 18 | TV | Brasil   | Gabriel Xavier                              |
| —  |    |          |                                             |

| Số | VT | Quốc gia | Cầu thủ                                    |
| -- | -- | -------- | ------------------------------------------ |
| 20 | HV | Nhật Bản | Daigo Nishi                                |
| 21 | TM | Nhật Bản | Shunta Awaka                               |
| 22 | TM | Nhật Bản | Koki Otani                                 |
| 23 | TĐ | Nhật Bản | Shinzo Koroki (Mượn từ Urawa Red Diamonds) |
| 24 | HV | Nhật Bản | Toya Nakamura                              |
| 27 | TV | Nhật Bản | Takuma Arano (Đội phó)                     |
| 29 | TV | Nhật Bản | Sora Igawa                                 |
| 30 | TV | Nhật Bản | Hiromu Tanaka                              |
| 32 | TĐ | Slovenia | Milan Tučić                                |
| 33 | TĐ | Brasil   | Douglas (Mượn từ Luverdense EC)            |
| 34 | TM | Nhật Bản | Kojiro Nakano                              |
| 44 | TV | Nhật Bản | Shinji Ono                                 |
| 45 | TĐ | Nhật Bản | Taika Nakashima                            |
| 47 | HV | Nhật Bản | Shota Nishino                              |
| 49 | TV | Thái Lan | Supachok Sarachat                          |
| 50 | HV | Nhật Bản | Daihachi Okamura                           |

### Cho mượn
Ghi chú: Quốc kỳ chỉ đội tuyển quốc gia được xác định rõ trong điều lệ tư cách FIFA. Các cầu thủ có thể giữ hơn một quốc tịch ngoài FIFA.
| Số | VT | Quốc gia | Cầu thủ                              |
| -- | -- | -------- | ------------------------------------ |
| —  | HV | Nhật Bản | Taiyo Hama (Mượn từ Kataller Toyama) |
| —  | TĐ | Nhật Bản | Yuto Iwasaki (Mượn từ Sagan Tosu)    |